# Classificació per al Campionat de la CONCACAF 1985
La classificació per al Campionat de la CONCACAF 1985 va ser disputada per 17 equips. Guatemala va rebre una invitació de la CONCACAF i es va classificar directament per al torneig. Els 16 equips restants van ser emparellats i van jugar una eliminatòria a doble partit. El guanyador de cada eliminatòria es classificava per al torneig.

## Eliminatòria 1
- 29 de juliol de 1984, San Salvador, El Salvador -  El Salvador 5 - 0  Puerto Rico
- 5 d'agost de 1984, San Juan, Puerto Rico -  Puerto Rico 0 - 3  El Salvador

El Salvador es va classificar amb un marcador global de 8-0.

## Eliminatòria 2
- 29 de setembre de 1984, Willemstad, Antilles Neerlandeses -  Antilles Neerlandeses 0 - 0  Estats Units
- 6 d'octubre de 1984, Saint Louis, Estats Units -  Estats Units 4 - 0  Antilles Neerlandeses

Estats Units es va classificar amb un marcador global de 4-0.

## Eliminatòria 3
- 15 de juny de 1984, Colón, Panamà -  Panamà 0 - 3  Hondures
- 24 de juny de 1984, Tegucigalpa, Hondures -  Hondures 1 - 0  Panamà

Hondures es va classificar per un marcador global de 4-0.

## Eliminatòria 4
- 4 d'agost de 1984, Port-au-Prince, Haití -  Antigua i Barbuda 0 - 4  Haití

Aquest partit es va jugar a Haití en comptes de a Antigua i Barbuda.
- 7 d'agost de 1984, Port-au-Prince, Haití -  Haití 1 - 2  Antigua i Barbuda

Haití es va classificar per un marcador global de 5-2.

## Eliminatòria 5
- 15 d'agost de 1984, Paramaribo, Surinam -  Surinam 1 - 0  Guyana
- 29 d'agost de 1984, Georgetown, Guyana -  Guyana 1 - 1  Surinam

Surinam es va classificar per un marcador global de 2-1.

## Eliminatòria 6
Jamaica es va retirar, per la qual cosa  Canadà es va classificar automàticament.

## Eliminatòria 7
Barbados es va retirar, per la qual cosa  Costa Rica es va classificar automàticament.

## Eliminatòria 8
Grenada es va retirar, per la qual cosa  Trinitat i Tobago es va classificar automàticament.